# Periochi Chortaton (Lefkada)
Periochi Chortaton (Lefkada) este o arie protejată (arie specială de conservare — SAC, sit de importanță comunitară — SCI) din Grecia întinsă pe o suprafață de 1.249,29 ha, integral pe uscat.

## Localizare
Centrul sitului Periochi Chortaton (Lefkada) este situat la coordonatele 38°41′58″N 20°37′26″E / 38.69953°N 20.623974°E.

## Înființare
Situl Periochi Chortaton (Lefkada) a fost declarat sit de importanță comunitară în aprilie 1997 pentru a proteja un număr necunoscut de specii din flora spontană și fauna sălbatică aflate în arealul zonei. Situl a fost protejat și ca arie specială de conservare în martie 2011.

## Biodiversitate
Situată în ecoregiunea mediteraneană, aria protejată conține 2 habitate naturale: Pante stâncoase calcaroase cu vegetație casmofită, Păduri de pin mediteraneene cu pini mezogeni endemici.
La baza desemnării sitului se află un număr nedeclarat de specii protejate:
Pe lângă speciile protejate, pe teritoriul sitului au mai fost identificate 4 specii de plante.